# Hemiboea flaccida
Hemiboea flaccida är en tvåhjärtbladig växtart som beskrevs av Woon Young Chun och Z.Y. Li. Hemiboea flaccida ingår i släktet Hemiboea och familjen Gesneriaceae. Inga underarter finns listade i Catalogue of Life.